# ستانلي غولت
ستانلي غولت (بالإنجليزية: Stanley Gault)‏ هو مسير أعمال أمريكي، ولد في 6 يناير 1926 في ووستير في الولايات المتحدة، وتوفي في 29 يونيو 2016 في كليفلاند في الولايات المتحدة.